# Дислексија
Дислексија је поремећај способности читања и разумевања прочитаног уз очувану сензорну и општу способност. Поремећај читања и писања огледа се у изокретању слова и речи код читања и писања, као и у непримећивању одређених слова или речи. Дислексија може да буде наследна. Јавља се на свим нивоима интелигенције. 

## Узрок
Као узрок настајања дислексије наводе се генетски фактори и фактори средине, мада у неким случајевима и породица има велики утицај на настанак дислексије. Она се често јавља код особа које имају поремећај пажње и хиперактивност, дискалкулију и сличне поремећаје. Може да се јави у одраслој доби као резултат повреде мозга, можданог удара или деменције. Механизми који су у основи дислексије представљају проблеме у мозгу при обради језика. Дислексија се дијагностификује кроз серију тестова памћења, правописа, вида и читања.
Третман подразумева прилагођавање наставне методе тако да задовољи потребе појединца. Иако је она у основи неизлечива, у великој мери може да се смањи степен њених симптома. Дислексија је најчешће потешкоћа у учењу, утиче на 3%—7% становништва; међутим, до 20% може имати неки степен симптома. Дислексија се чешће дијагностификује код мушкараца, али се сматра да утиче на мушкарце и жене подједнако. Јавља се у свим деловима света. Неки сматрају да би је требало посматрати као другачији начин учења, са својима предностима и недостацима.
Дислексија има два узрока, један у вези са фонолошком, а други у вези са визуелном обрадом језика. Сматра се да је она когнитивни поремећај, а не проблем са интелигенцијом. Међутим, због ње често настају емоционални проблеми. Неки аутори се баве више описивањем дислексије, а други трагају за узроцима. Ови други обично покривају различите способности читања и дефицита, и тешкоћа због различитих узрока, пре него једним условом. Дефиниција Британског удружења дислектичара описује дислексију као „тешкоћу у учењу која првенствено утиче на вештине потребне за прецизно и течно читање речи" и карактерише „тешкоћама у фонолошкој свести, вербалној меморији и вербалној брзини обраде". Постоји извесна варијабилност у дефинисању дислексије. Неки је извори, као што је амерички Националном институту за здравље, дефинишу као као поремећај учења. ДСМ 5, приручник за психијатријске дијагнозе који се користи у Сједињеним Америчким Државама, не дефинише посебно дислексију, образлажући ову одлуку тврдењом да је због различитих дефиниција дислекцију боље категоризовати у специфичан поремећај учења.
У раном детињству, симптоми који се повезују са каснијим дијагнозама дислексије укључују одложени почетак говора, тешкоће разликовања левог од десног, или правца кретања. Постоји и мит који повезује дислексију са „писањем у огледалу” и читањем слова или речи уназад. Деца школског узраста са дислексијом могу да испоље знаке тешкоће у идентификацији, генерисању сличних речи или бројању слогова у речима. Тешкоће са проналажењем речи или именовањем ствари такође су повезане са дислексијом. Проблеми и даље постоје у адолесценцији и одраслом добу и могу да прате тешкоће са сумирањем прича, учењем напамет, читањем наглас или учењем страних језика. Одрасли са дислексијом често могу прочитати неки текст са добрим разумевањем, иако имају тенденцију да читају спорије од других.

## Дијагноза
Постоје бројни тестови који са великом вероватноћом могу да потврде дислексију код одређене особе. Ти тестови се углавном спроводе уз помоћ наставника или рачунара. Дислексија може да има више различитих појавних облика, попут: површинска дислексија, семантичка дислексија, психолошка дислексија и дубока дислексиј. Код површинске дислексије, речи које се правилно изговарају особа чита прецизније од речи са неправилним изговором. Површинска дислексија настаје када претходно писмена особа доживи оштећење мозга, што доводи до грешака које указују на оштећење лексичке руте. Фонолошка дислексија је повезана са лезијама у деловима мозга који су прокрвљени помоћу средње церебралне артерије. Осим тога, дислексија може да настане и прекомерном активношћу региона предњег мозга, који се зове Брокина зона, а који је повезан са аспектима језика и говора. Овај систем је заснован на процесу сензора који користе визуелне и усмене вештине да науче да препознају речи и обрасце речи.

## Историја
Дислексију је идентификовао Освалд Беркхан 1881. године. Он је првенствено користио овај израз да означи случај дечака који је имао велике потешкоће у учењу читања и писања, упркос показивању типичне интелигенције и физичке способности у свим другим аспектима.